# Armavir (film)
Armavir (russisk: Армавир) er en sovjetisk spillefilm fra 1991 af Vadim Abdrasjitov.

## Medvirkende
- Sergej Koltakov som Semin
- Sergej Sjakurov som Aksjuta
- Jelena Sjevtjenko som Marina-Larisa
- Sergej Garmasj som Ivan
- Marija Stroganova som Natasja